# Servio Cornelio Maluginense (magister equitum)
Servio Cornelio Maluginense (en latín, Servius Cornelius Maluginensis) fue magister equitum del dictador Tito Quincio Penno Capitolino Crispino en el año 361 a. C., quien fue designado para llevar a cabo la guerra contra los galos.